# Dye
Dye – jedenasty minialbum południowokoreańskiej grupy Got7, wydany 20 kwietnia 2020 roku przez JYP Entertainment i dystrybuowany przez Dreamus. Ukazał się w pięciu wersjach fizycznych (A–E) oraz cyfrowej. Płytę promował główny singel „Not by the Moon”.
Sprzedał się w nakładzie 452 974 egzemplarzy w Korei Południowej (stan na sierpień 2020).  Zdobył certyfikat Platinum w kategorii albumów.

## Lista utworów
| CD  | CD                                  | CD                                        | CD                                                                      | CD                                                          | CD      |
| Nr  | Tytuł utworu                        | Tekst                                     | Kompozycja                                                              | Aranżacja                                                   | Długość |
| --- | ----------------------------------- | ----------------------------------------- | ----------------------------------------------------------------------- | ----------------------------------------------------------- | ------- |
| 1.  | „Aura”                              | Ju Chan-yang, Young-jae, NiiHWA           | Ju Chan-yang, Young-jae, NiiHWA, Lavin                                  | Lavin                                                       | 3:06    |
| 2.  | „Crazy”                             | DEFSOUL, Mirror Boy, D.Ham, Moon Han Miru | DEFSOUL, Mirror Boy, Moon Han Miru                                      | DEFSOUL, Mirror Boy, Moon Han Miru                          | 3:51    |
| 3.  | „Not by the Moon”                   | J.Y. Park The Asiansoul, Lee Seu-ran      | J.Y. Park The Asiansoul, Jay & Rudy, HILO (Isaac Han), Aaron Kim, OKIRO | J.Y. Park The Asiansoul, OKIRO, HILO (Isaac Han), Aaron Kim | 3:24    |
| 4.  | „Love You Better”                   | Jin-young, Jo Mi-yang, room102            | Frederik Jyll, BLSSD                                                    | BLSSD                                                       | 3:21    |
| 5.  | „Trust My Love”                     | B-Rock, 10YEARS                           | Davey Nate, Keith Hetrick, APPU KRISHNAN                                | Keith Hetrick, APPU KRISHNAN                                | 3:12    |
| 6.  | „Poison”                            | Mos-mal                                   | Yu-gyeom (Got7), Davey Nate, A-Dee                                      | A-Dee                                                       | 2:55    |
| 7.  | „Ride” (CD Olny)                    | DEFSOUL                                   | DEFSOUL, Zaysoni, Hwak, Royal Dive                                      | Zayson, Royal Dive                                          | 1:52    |
| 8.  | „Gravity” (CD Only)                 | Young-jae, NODAY                          | Young-jae, NODAY                                                        | NODAY                                                       | 1:40    |
| 9.  | „God Has Return + Mañana” (CD Only) | Jackson, Mark (Got7), BamBam              | BamBam, FRANTS                                                          | FRANTS                                                      | 4:10    |
| 10. | „JY&YG Dance” (CD Only)             |                                           |                                                                         | FRANTS, Secret Weapon                                       | 2:49    |

## Notowania
| Lista                          | Pozycja |
| ------------------------------ | ------- |
| Gaon Weekly Album Chart        | 1       |
| Five Music (Tajwan)            | 1       |
| Oricon Weekly Album Chart      | 20      |
| Billboard Japan Hot Albums     | 72      |
| Belgia (Ultratop Flanders)     | 192     |
| Szwecja (Schweizer Hitparade)  | 94      |
| Hiszpania (Promusicae)         | 71      |
| Heatseekers Albums (Billboard) | 9       |
| World Albums (Billboard)       | 4       |